# کانجی آمائو
کانجی آمائو (به ژاپنی: 天尾 完次 あまお かんじ Amao Kanji)، تولد ۲۰ سپتامبر ۱۹۳۳ - مرگ ۳ ژوئیه ۲۰۱۱ (۷۷ ساله)، تهیه‌کننده فیلم ژاپنی بود. از جمله فیلم‌هایی که او به عنوان تهیه‌کننده در آن شرکت داشته است، می‌توان از ۱۳ آدمکش (۱۹۶۳) و یازده سامورایی (۱۹۶۴) نام برد.